# Hanns Johst
Hanns Johst (ur. 8 lipca 1890 w Seerhausen k. Riesy, zm. 23 listopada 1978 w Ruhpolding) – nazistowski pisarz, prezes Niemieckiej Akademii Literatury w III Rzeszy.

## Życiorys
Niemiecki pisarz, popularyzator ideologii nazistowskiej, autor dramatów o nacjonalistycznej wymowie. Mianowany SS Gruppenführerem. W latach 1935–1945 był prezesem Izby Piśmiennictwa Rzeszy i Niemieckiej Akademii Literatury. Popularyzował idee nowej warstwy szlachty w postaci SS. W artykule Der neue Orden (Nowy Zakon) wskazywał na  Reichsführera jako na twórcę nowej elity, będącej nowym stanem szlacheckim.
Po zakończeniu II wojny światowej (1945) przebywał w Republice Federalnej Niemiec.
Jego nazwisko figurowało na Gottbegnadeten-Liste (Lista obdarzonych łaską Bożą w III Rzeszy) wśród Niezastąpionych.